# Plagiomerus bangaloriensis
Plagiomerus bangaloriensis är en stekelart som beskrevs av Shafee, Alam och Agarwal 1975. Plagiomerus bangaloriensis ingår i släktet Plagiomerus och familjen sköldlussteklar. Inga underarter finns listade i Catalogue of Life.